# Pristimera biholongii
Espèce
Statut de conservation UICN

 CR B1ab(iii)+2ab(iii) : 
En danger critique
Pristimera biholongii N.Hallé est une espèce de plantes à fleurs de la famille des Celastraceae et du genre Pristimera, endémique du Cameroun.

## Étymologie
Son épithète spécifique biholongii rend hommage au botaniste et collecteur Michel Biholong.

## Description
C'est une liane dépassant 5 m de longueur.

## Distribution
Endémique du Cameroun, elle n'a été observée que sur un seul site, à Nkolbisson, quartier de Yaoundé, à deux reprises, en avril 1962 et décembre 1963.
Du fait de sa très grande rareté et de sa proximité avec la ville de Yaoundé, elle figure sur la liste rouge de l'UICN en tant qu'espèce « en danger critique d'extinction ».